# Aérodrome de Nampula
L'aérodrome de Nampula est un aéroport de Nampula, Mozambique (code IATA : APL • code OACI : FQNP) avec deux pistes en dur et est également une plaque tournante pour Kaya Airlines.

## Situation
| Île Bazaruto Beira Chimoio Inhambane Lichinga Nacala Nampula Pemba Quélimane Tete-Chingozi Vilanculos Maputo |

## Statistiques
Le graphique qui aurait dû être présenté ici ne peut pas être affiché car il utilise l'ancienne extension Graph, désactivée pour des questions de sécurité. Des indications pour créer un nouveau graphique avec la nouvelle extension Chart sont disponibles ici.

Voir la requête brute et les sources sur Wikidata.

## Compagnies aériennes et destinations
| Compagnies              | Destinations                                                   |
| ----------------------- | -------------------------------------------------------------- |
| Airlink                 | Johannesbourg OR Tambo                                         |
| Kenya Airways           | Nairobi-J. Kenyatta                                            |
| LAM Mozambique Airlines | Beira, Johannesbourg OR Tambo, Lichinga, Maputo, Tete/Chingozi |
| Malawian Airlines       | Blantyre, Lilongwe (Kamuzu)                                    |

Édité le 28/12/2020  Actualisé le 4/11/2023